# Дунгхаг
Дунгхаг (дзонг-кэ དྲུང་ཁག་, вайли drung-khag, лат. Dungkhag) — административно-территориальная единица Бутана. Главой дунгхага является Дунгпа. В 2007 году девять из двадцати дзонгхагов имели от одного до трёх дунгхагов, всего было 16 дунгхагов.

## История
Согласно Закону о местных органах власти от 2007 года, дунгхаги осуществляли административное руководство над двумя или более гевогами. В результате некоторые гевоги стали подчиняться непосредственно дунгхагам, в то время как другие подчинялись непосредственно дзонгхагам.
Дунгпа (главы дунгхагов) подчинялись непосредственно администрации дзонгхагов. Дунгпа имел право присутствовать на заседаниях администрации гевогов (англ. Gewog Tshogdes), но не имел там права голоса.
В дополнение к административным функциям, согласно Закону о юстиции 2007 года (англ. Judicial Act of 2007) и Конституции 2008 года, суды дунгхагов являются в судебной системе Бутана судами первой инстанции. Эти суды подчиняются судам дзонгхагов.
Согласно Закону о местных органах власти от 2009 года, дункхаги утратили административный статус и дунгпа не обязаны присутствовать на заседаниях Дзонгхаг Цхогду. Отмена закона о местных органах власти 2007 года означает, что хотя дунгхаги больше не являются административными единицами, в их юрисдикции, согласно Конституции, остаются судебные и правоохранительные органы.

## Список дунгхагов
Административно-территориальное деление Бутана, в том числе дунгхаги и их составные — гевоги, может быть изменено правительством Бутана путём передачи, слияния или создания новых административных единиц. Например, в 2002 году было 199 гевогов в 20-ти дзонгхагах, а в 2005 году их было уже 205.
По состоянию на 2007 год было 16 дунгхагов в девяти из двадцати дзонгхагов.
| Дзонгхаг         | Дунгхаг       | Гевог         |
| ---------------- | ------------- | ------------- |
| Чукха            | Пхунчолинг    | Дала          |
| Чукха            | Пхунчолинг    | Локчина       |
| Чукха            | Пхунчолинг    | Пхунчолинг    |
| Дагана           | Дагапела      | Дорона        |
| Дагана           | Дагапела      | Гоши          |
| Дагана           | Дагапела      | Ташидинг      |
| Дагана           | Лхамойзингкха | Лхамойзингкха |
| Дагана           | Лхамойзингкха | Деорали       |
| Дагана           | Лхамойзингкха | Нинчула       |
| Пемагацел        | Нганглам      | Деченлинг     |
| Пемагацел        | Нганглам      | Чокхорлинг    |
| Пемагацел        | Нганглам      | Норбуганг     |
| Самдруп-Джонгхар | Бангтар       | Далим         |
| Самдруп-Джонгхар | Бангтар       | Мартшалла     |
| Самдруп-Джонгхар | Бангтар       | Самранг       |
| Самдруп-Джонгхар | Джомоцангкха  | Лаури         |
| Самдруп-Джонгхар | Джомоцангкха  | Сертхи        |
| Самдруп-Джонгхар | Самдрупчолинг | Пемасанг      |
| Самдруп-Джонгхар | Самдрупчолинг | Пхунтшосанг   |
| Самце            | Ченгмари      | Ченгмари      |
| Самце            | Ченгмари      | Чаргхари      |
| Самце            | Дорокха       | Денчукха      |
| Самце            | Дорокха       | Дорокха       |
| Самце            | Дорокха       | Дунгтой       |
| Самце            | Сипсу         | Бара          |
| Самце            | Сипсу         | Тенду         |
| Самце            | Сипсу         | Биру          |
| Самце            | Сипсу         | Лехирени      |
| Самце            | Сипсу         | Сипсу         |
| Сарпанг          | Гелепху       | Bhur          |
| Сарпанг          | Гелепху       | Гелепху       |
| Сарпанг          | Гелепху       | Сершонг       |
| Сарпанг          | Гелепху       | Таклай        |
| Тхимпху          | Лингжи        | Лингжи        |
| Тхимпху          | Лингжи        | Наро          |
| Тхимпху          | Лингжи        | Соэ           |
| Трашиганг        | Сактенг       | Мерак         |
| Трашиганг        | Сактенг       | Сактен        |
| Трашиганг        | Тхримшинг     | Кангпара      |
| Трашиганг        | Тхримшинг     | Тхримшинг     |
| Трашиганг        | Вамронг       | Кхалинг       |
| Трашиганг        | Вамронг       | Луманг        |
| Жемганг          | Панбанг       | Бъйока        |
| Жемганг          | Панбанг       | Гошинг        |
| Жемганг          | Панбанг       | Нгангла       |
| Жемганг          | Панбанг       | Пхангкхар     |